# کین‌هیل (آرکانزاس)
کین‌هیل (به انگلیسی: Canehill) یک منطقهٔ مسکونی در ایالات متحده آمریکا است که در شهرستان واشینگتن، آرکانزاس واقع شده‌است. کین‌هیل ۴۰۲ متر بالاتر از سطح دریا واقع شده‌است.